# 리처드 캉티용
리처드 캉티용(Richard Cantillon, 1680년대 – 1734)는 아일랜드-프랑스 경제학자이자 〈일반 상업 본질 소론〉의 저자이다. 캉티용의 삶에 대한 정보는 거의 없지만 어린 나이에 성공한 은행가이자 상인이 된 것으로 알려져 있다.
〈일반 상업 본질 소론〉은 캉티용의 경제학에서 유일하게 살아남은 기여로 남아 있다. 그것은 1730년경에 쓰여졌고 원고 형태로 널리 유통되었지만 1755년까지 출판되지 않았다.
이전 중상주의자와 캉티용 사이의 차이점은 부의 기원과 시장에서의 가격 형성과 관련한 것이다. 캉티용은 부 그 자체를 "음식, 편의, 삶의 즐거움"으로 간주하여 부와 돈을 구분한다. 캉티용은 시장 가격이 내재 가치에 의해 즉시 결정되는 것이 아니라 수요와 공급에 의해 결정된다고 주장했다. 그는 특정 시장에서 특정한 재화의 양인 공급을 교환하기 위해 가져온 화폐의 양인 수요를 비교함으로써 시장 가격이 도출된다고 생각했다.